# Angélique (Romanreihe)

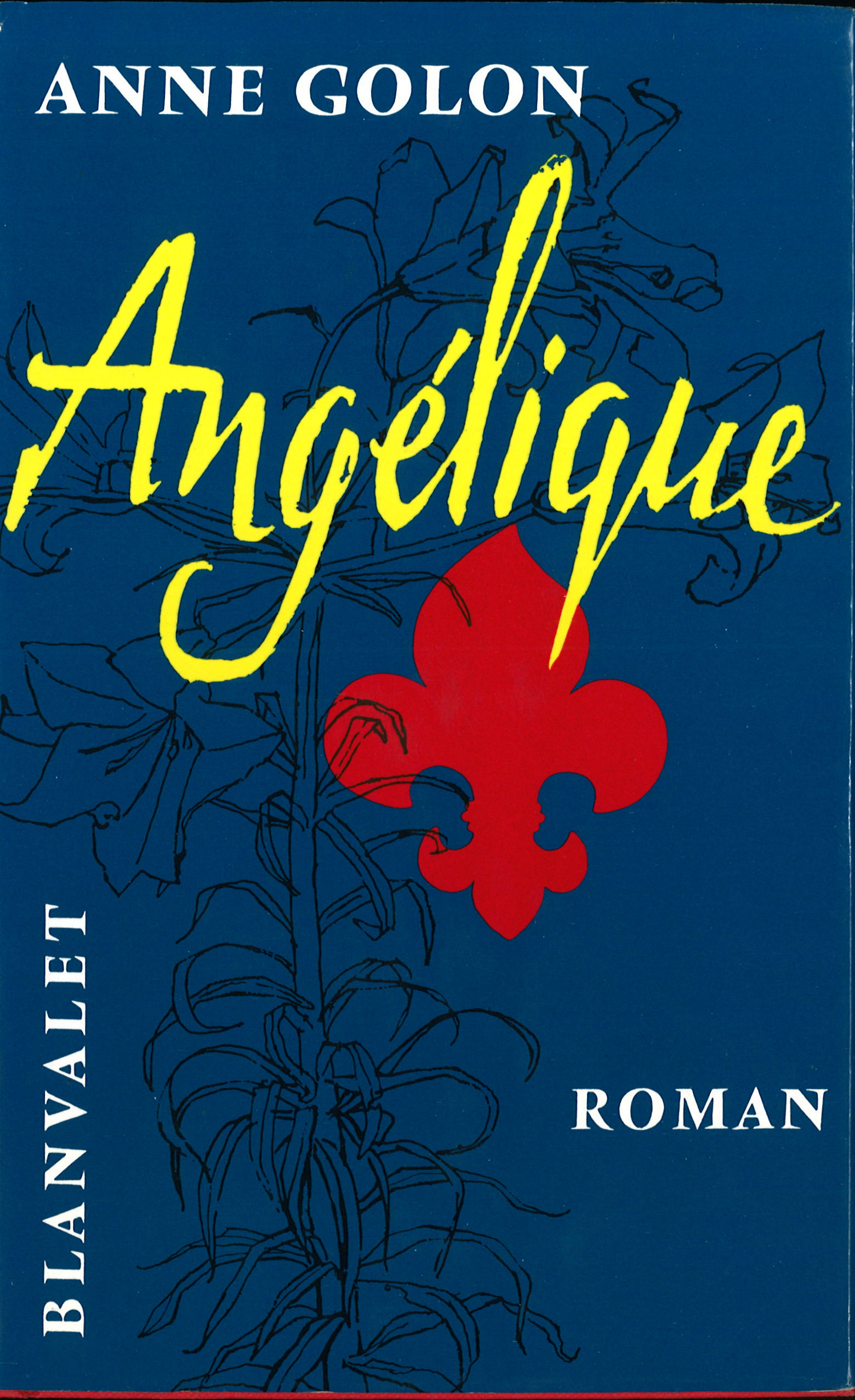
Angélique (1956)

Angélique ist eine Reihe historischer Romane der französischen Schriftstellerin Anne Golon. Ihr Ehemann wird in der französischen Fassung unter dem Pseudonym Serge Golon als Mitverfasser genannt.
Der erste Roman spielt in Frankreich zur Zeit König Ludwigs XIV. und beschreibt das Leben der fiktiven Angelique, der schönen und lebhaften Tochter eines verarmten Adligen. Sie lebt auf dem Land und wächst in einer großen Familie auf. Auf Anraten eines Beraters ihres Vaters wird sie jung an einen ihr unbekannten Adligen, Joffrey de Peyrac, verheiratet, den sie im Lauf der nächsten Jahre kennen- und liebenlernt. Durch verschiedenste Ereignisse trennen sich ihre Wege immer wieder. Angelique durchlebt – vor dem historischen Hintergrund der französischen „Blütezeit“ – aufregende Abenteuer und begegnet dabei Menschen aller Klassen und Berufsstände. Höhen und Tiefen, aber vor allem ein unbändiger Lebenswille prägen die Geschichten.
Insgesamt gibt es im französischen Original dreizehn aufeinander aufbauende Romane, die den Zeitraum von Angeliques Jugend bis zum Alter von ungefähr 45 Jahren beschreiben. Obwohl in Form und Stil der Trivialliteratur zuzuordnen, vermittelt die Romanserie doch anschaulich das Leben am Hofe des Königs, die Abhängigkeit der Adligen vom König und seinen Launen, aber auch die allgemeinen historischen Zusammenhänge. Das alte Paris, Piraten und Sklavenhändler im Mittelmeer und die Auseinandersetzungen christlicher Konfessionen untereinander und mit anderen Religionen sind weitere Themen der Romane. Ab dem Ende des Bandes Angélique und ihre Liebe (je nach Zählweise Band 5 oder 6) verlagern sich die Schauplätze nach Nordamerika, vor allem in das französisch besiedelte Akadien und die frühen Städte am Sankt-Lorenz-Strom.
Seit der deutschsprachigen Erstausgabe von 1956 (die Erstausgabe in Frankreich erfolgte erst 1957) wurden die Romane in 45 Ländern bei 320 Herausgebern mit einer Gesamtauflage von etwa 150 Millionen Exemplaren verlegt. Im Jahr 2008 erhielt die mittlerweile über 80-jährige Anne Golon nach einem Jahrzehnte andauernden Rechtsstreit die Rechte an ihrer Geschichte zurück. Sie überarbeitete sie und war bis zu ihrem Tod dabei, einen letzten Band zu verfassen. Dieser und alle bisher erschienenen werden neu und erstmals in ungekürzter Fassung in die deutsche Sprache übersetzt.
Nachdem bereits sieben Bände der Reihe erschienen waren, entdeckte der französische Film die Abenteuer der jungen Angélique. 1964 wurde der erste Roman unter dem Titel Angélique, marquise des anges (deutscher Titel: Angélique) in französisch-deutsch-italienischer Coproduktion verfilmt. Bis 1968 wurden vier weitere Teile verfilmt, jeweils mit Michèle Mercier in der Hauptrolle (siehe Angélique (Filmreihe)).

## Ausgaben
- La Marquise des Anges (1957)
  - Übers. Günther Vulpius: Angélique. Blanvalet, Berlin 1956 (enthält die ersten beiden Teile der später erschienenen französischen Ausgabe, La Marquise des Anges und Angélique, le Chemin de Versailles).
- Angélique : Le Chemin de Versailles (1958)
- Angélique et le Roy (1959)
  - Übers. Günther Vulpius: Angélique und der König. Blanvalet, Berlin 1959.
- Indomptable Angélique (1960)
  - Übers. Günther Vulpius: Unbezähmbare Angélique. Blanvalet, Berlin 1961.
- Angélique se révolte (1961)
  - Übers. Hans Nicklisch: Angélique die Rebellin. Blanvalet, Berlin 1962 (17 Wochen lang in den Jahren 1962 und 1963 auf dem Platz 1 der Spiegel-Bestsellerliste)
- Angélique et son amour (1961)
  - Übers. Hans Nicklisch: Angélique und Ihre Liebe. Blanvalet, Berlin 1963
- Angélique et le Nouveau Monde (1964)
  - Übers. Hans Nicklisch: Angélique und Joffrey. Blanvalet, Berlin 1964 (eine Woche lang vom 20. bis zum 26. November 1967 auf dem Platz 1 der Spiegel-Bestsellerliste)
- La Tentation d'Angélique (1966)
  - Übers. Hans Nicklisch: Angélique und die Versuchung. Blanvalet, Berlin 1969
- Angélique et la Démone (1972)
  - Übers. Hans Nicklisch: Angélique und die Dämonin. Blanvalet, Berlin 1972, ISBN 3-7645-2658-0
- Angélique et le Complot des Ombres (1976)
  - Übers. Ulrike von Sobbe, Petra Vogt: Angélique und die Verschwörung. Blanvalet, Berlin 1976
- Angélique à Québec (1980, auch als Le grand défi d'Angélique)
  - Übers. Widulind Clerc-Erle: Angélique die Siegerin. Blanvalet, Berlin 1980, ISBN 3-7645-0270-3
- Angélique : La Route de l'espoir (1984)
  - Übers. Ulrike von Sobbe: Angélique und die Hoffnung. Blanvalet, Berlin 1984, ISBN 3-7645-1053-6
- La Victoire d'Angélique (1985)
  - Übers. Annette Lallemand, Ulrike von Sobbe: Angélique triumphiert. Blanvalet, Berlin 1986, ISBN 3-7645-0352-1

Überarbeitete Fassung
- Angélique. Marquise des Anges (2009)
  - Übers. Natalie Lemmens: Angélique. Die junge Marquise. Blanvalet, 2008, ISBN 978-3-7645-0290-4
- Angélique. Mariage Toulousain (auch als La fiancée vendue, 2009)
  - Übers. Barbara Röhl: Angélique. Hochzeit wider Willen. Blanvalet, 2008, ISBN 978-3-7645-0291-1
- Angélique. Fêtes royales (2009)
  - Übers. Natalie Lemmens: Angélique. Am Hof des Königs. Blanvalet, 2008, ISBN 978-3-7645-0292-8
- Angélique. Le Supplicie de Notre-Dame (2009)
  - Übers. Natalie Lemmens: Angélique. Der Gefangene von Notre Dame. Blanvalet, 2009, ISBN 978-3-7645-0293-5
- Angélique. Ombres et lumières dans Paris (2010)
  - Übers. Barbara Röhl: Angélique. In den Gassen von Paris. Blanvalet, 2012, ISBN 978-3-442-37703-9.
- Angélique. Le Chemin de Versailles (2010)